# 村上雄藏
村上雄藏（むらかみ ゆうぞう、1926年（大正15年）3月20日 - 1986年（昭和61年）11月15日）は日本の教育者、日本海軍軍人。

## 経歴
一般的には村上雄蔵と表記。父秋太郎、母繁子の長男として兵庫県神戸市に出生。幼少より困窮に苦しむ。神戸一中（現・兵庫県立神戸高等学校）夜間部に通う傍ら、神戸川崎造船所（後の川崎重工業神戸造船所、現在の川崎重工業船舶海洋ディビジョン神戸工場）に勤務。
1944年（昭和19年）、帝国海軍飛行予科練習生（甲飛15期）、三重海軍航空隊から浦戸海軍航空隊（高知）に移り終戦（終戦時2等飛行兵曹）。戦後は神戸に戻り、GHQからの払い下げ品を闇市で販売して生計を立てる。この時実践的な英会話を身に付ける。
1950年（昭和25年）旧制の神戸市立外事専門学校（現・神戸市外国語大学）英語科卒業、英語科教員免許取得。その後、篤志家による学費補助を得、旧制神戸経済大学経済学科（現・神戸大学経済学部）に進学。
1953年（昭和28年）卒業（旧制23回、新庄博ゼミ）。家庭の事情で就職できず、大学院（藤井茂ゼミ）に進学するも、授業料を払えず中途退学。アルバイトで勤めていたYMCA教員から兵庫県立湊川高等学校教諭を経て、兵庫県立兵庫高等学校教諭。
1968年（昭和43年）に退職し、兵庫県知事認可（後学校法人）予備校神戸セミナーを創立。理事長・校長・英語科教員を兼ね、更にカルチャーセンターなどで日本史の講義を担当した。兵庫県予備校連盟会長などを歴任。
1986年（昭和61年）心筋梗塞により没。その後、神戸セミナーは喜多徹人に引き継がれ現在に至る。

## 村上英語
大学時代の専門の英語、経済学、歴史など膨大な蔵書を有し、自宅には3階建ての書庫が存在したほどである。とりわけ正則英語学校の斉藤秀三郎の著作を愛読し、そこから科学的法則に則った英文法問題解法を編み出した。それとともに、暗記主義・詰め込み主義の教育を徹底的に批判し、国漢第一主義のもと、講義中には世界史、地理、軍事のほか、英語と関係ないだろうと思われる中国故事や日本史など広範囲にわたる知識を授け、語学とはあくまで自国と相手国の文化・政治・経済などを理解したうえでのコミュニケーション手段であることを説いた。その効果か、英語の偏差値が倍増する生徒がいたのみならず、社会科や国語の偏差値もアップする効果が見られたという。英文解釈においては、直読直解、「英語脳」で考える事を推奨した。
法則性によりロジカルに問題を解く解法に、特に理数系の学生が共鳴し、大手予備校に通いながら（注：神戸セミナー自体は小規模だった）、村上の授業のみを履修するためにダブルスクールを行う学生が多数存在した。また神戸セミナーという予備校自体には見向きもしない、灘や甲陽学院といった兵庫県内の有名進学校の学生も、村上の英語のみを履修しに神戸セミナーの門をくぐった。講義は常に生徒との対話形式で行われた。とくに品詞の概念を定着させることについては重視し、複雑な文の構成要素について、塾生は次々と指され、品詞を言わされるのが常であった。
生徒と話をするときの一人称は「僕」、二人称は「君」であり、村上の薫陶を受けた生徒たちのことは「僕の弟子」と表現した。言葉遣いは決して荒いものではなかったが、敬語ではなかった。態度の悪い生徒を退場させることもあったが、そのときは生徒がどんなに謝罪しても「僕が一度言い出したら聞かないのは知っているやろ。」と引かず、その生徒が退場するまで授業を再開しなかった。授業にはつねに緊張感があり、テキストの単文を複文に書き換えさせるなどの作業も多く行ったが、ほとんどの生徒は村上の解説がスタートするまでに作業を終えることはできず、授業のテンポは非常に速いものであった。

## 村上塾
そもそも兵庫高校時代から、補習の形で英語を教えていたものが発展し、各学年50～80名ほど在籍する「村上塾」が存在した。学年はあくまで目安で、そのレベルの内容を話すというものであった。したがって、浪人生が高校1年コースにいたり、優秀な高校2年生が高3コースにいたりした。雄蔵の神戸経済大学新庄ゼミの同級生が、後の神戸大学経済学部教授三木谷良一であった縁で、楽天の三木谷浩史もこの村上塾の卒業生である。なお、上記ダブルスクール学生は主にこの村上塾に在籍した。雄蔵の没後、次男村上英樹が1991年まで村上塾を継承するが、翌年英樹が神戸大学教員に転出後村上塾は解散。現在は存在しない。